# Immanuelkirche (Aleppo)

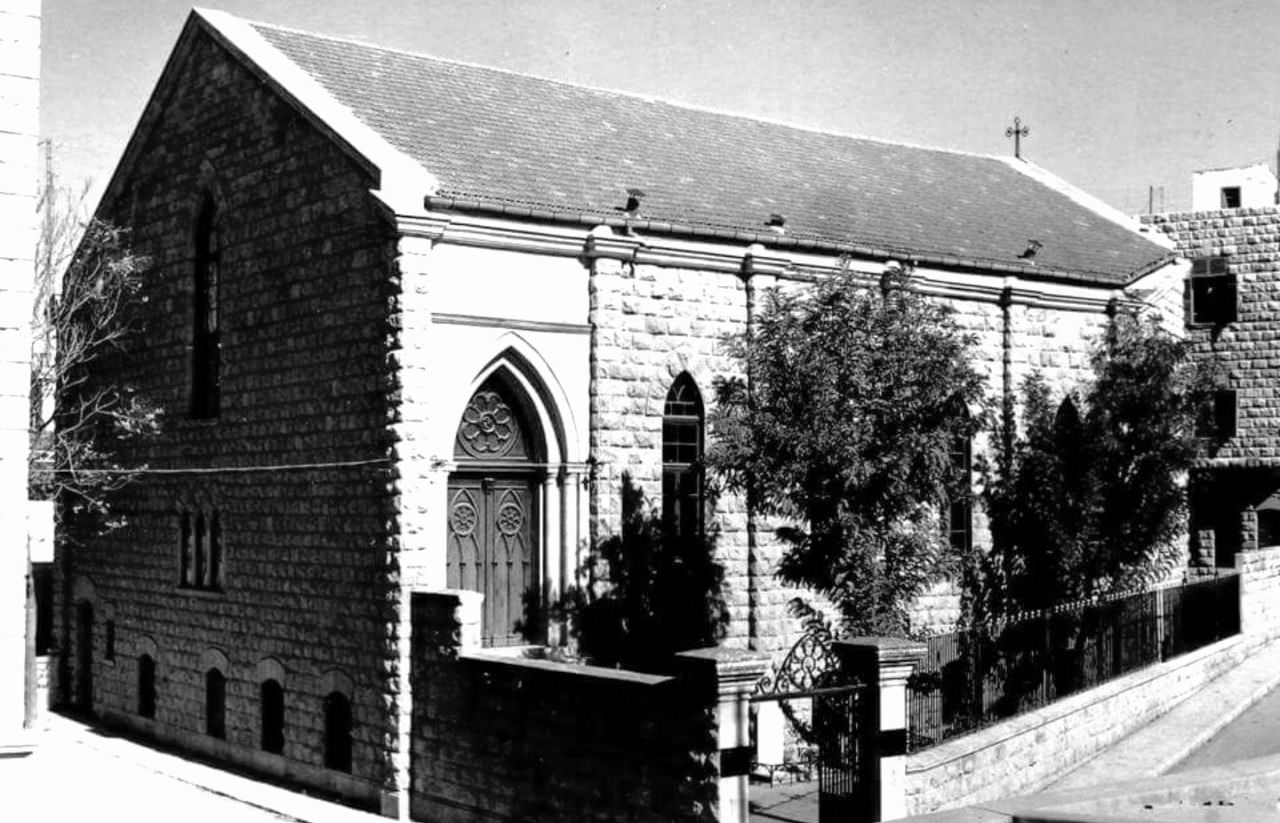
Armenische evangelische Immanuelkirche in Aleppo, 2. Januar 1950

Die Immanuelkirche oder Emmanuelkirche (arabisch كنيسة عمانوئيل, armenisch Էմանուել եկեղեցի) ist eine Kirche der Armenischen Evangelischen Kirche in der syrischen Stadt Aleppo im Stadtteil Aziziya.

## Standort
Die Immanuelkirche von Aleppo steht im Stadtteil Aziziya nahe der Dschamal-ad-Din-al-Afghani-Straße (شارع جمال الدين الأفغاني, DMG Šāriʿ Ǧamāl ad-Dīn al-Afġānī) nördlich vom Platz al-Eibaruh (العباره).

## Geschichte
Eine armenische evangelische Kirchengemeinde gab es in Aleppo ab 1852. Die Gemeinde wuchs allerdings nach dem Ersten Weltkrieg durch Flüchtlinge aus der heutigen Türkei auf Grund des Völkermord an den Armeniern stark an, und so wurde die heutige Immanuelkirche 1923 fertiggestellt. Im Jahre 2007 hatte die Kirche nach eigenen Angaben 425 Mitglieder, von denen an den Gottesdiensten im Durchschnitt etwa 150 bis 160 Personen teilnahmen.
Im Bürgerkrieg in Syrien wurde das Dach und ein Teil des Kirchengestühls der Immanuelkirche am 17. Januar 2016 durch Raketenbeschuss von Rebellen zerstört. Bereits einige Stunden danach kamen der Pastor Harutyun Selimian und Angehörige der Gemeinde, um mit der Behebung der Schäden zu beginnen. Die Kirche konnte fast drei Jahre nicht genutzt werden. Bei einem von Simon Der-Sahagian und Harutyun Selimian geleiteten gemeinsamen Gottesdienst der drei armenischen evangelischen Kirchen Aleppos (Bethel, Märtyrer, Emmanuel) in der Bethel-Kirche am 16. April 2017 zum ersten Osterfest seit der Vertreibung der Islamisten aus Aleppo nahmen etwa 2000 Personen teil. Die Emmanuel-Gemeinde feierte ihre Gottesdienste im Gemeindesaal. Der Wiederaufbau wurde vom Gustav-Adolf-Werk mit 36.600 Euro unterstützt. Am 2. Dezember 2018 wurde die rekonstruierte Kirche mit einem Adventsgottesdienst wiedereröffnet. Es nahmen etwa 700 Personen teil, in der Mehrzahl Gäste anderer evangelischer Kirchen und auch anderer christlicher Konfessionen sowie Vertreter der Stadt Aleppo. Die Gemeinde hatte zu diesem Zeitpunkt durch die Fluchtbewegungen aus Aleppo noch 80 bis 100 Mitglieder. Dennoch ist auch die Kinder- und Jugendarbeit der Kirche noch lebendig.

## Architektur und Ausstattung
Wie andere protestantische Kirchen Syriens ist die Immanuelkirche schlicht gestaltet. Die aus dunkelbraunen Steinen gemauerte Kirche hat einen annähernd rechteckigen Grundriss, an der Ecke rechts von der Kanzel etwas angewinkelt, ein hölzernes Satteldach und an den Seitenfassaden jeweils fünf schmale, hohe Spitzbogenfenster. Am Giebel entgegengesetzt zur Altarseite ist oben ein sehr großes Spitzbogenfenster und darunter drei kleine. Der spitzbogige Haupteingang befindet sich traufseitig, neben der genannten Giebelfront. Innen ist die Kirche verputzt und weiß gestrichen.

## Weitere Funktionen
Sie ist der Sitz der Armenischen Evangelischen Kongregation in Syrien, die wiederum Mitglied der Union der Armenischen Evangelischen Kirchen im Nahen Osten ist.